# Ишлинский сельсовет (Аургазинский район)
Ишлинский сельсовет (баш. Ишле ауыл Советы) — сельское поселение в Аургазинском районе Республики Башкортостан.
Административный центр — село Ишлы.

## История
Согласно Закону РБ «О границах, статусе и административных центрах муниципальных образований в Республике Башкортостан» имеет статус сельского поселения.

## Население
| 2002  | 2009  | 2010  | 2012  | 2013  | 2014  | 2015  |
| ----- | ----- | ----- | ----- | ----- | ----- | ----- |
| 1806  | ↘1773 | ↘1452 | ↘1402 | ↘1372 | ↘1370 | ↘1332 |
| 2016  | 2017  |       |       |       |       |       |
| ↗1342 | ↘1336 |       |       |       |       |       |

Жители преимущественно татары (90 %).

## Состав сельского поселения
| № | Населённый пункт | Тип населённого пункта       | Население | Примечание |
| - | ---------------- | ---------------------------- | --------- | ---------- |
| 1 | Ишлы             | село, административный центр | ↘884      | татары     |
| 2 | Арсланово        | деревня                      | ↘50       | татары     |
| 3 | Ахмерово         | деревня                      | ↘67       | татары     |
| 4 | Муксино          | деревня                      | ↘37       | татары     |
| 5 | Старокузяково    | деревня                      | ↘362      | татары     |
| 6 | Якты-Юл          | деревня                      | ↘52       | татары     |